# Гоглидзе, Сергей Арсеньевич
Сергей (Серго) Арсеньевич (Арсентьевич) Гоглидзе (1901, село Корта, Рачинский уезд, Кутаисская губерния — 23 декабря 1953, Москва) — деятель советских спецслужб, входивший в состав особой тройки НКВД СССР, один из активных организаторов сталинских репрессий (большого террора), Генерал-полковник (1945). Кандидат в члены ЦК КПСС (1939—1953).
Входил в ближайшее окружение Л. П. Берии.
Арестован по делу Берии Л. П. по обвинению в измене Родине в форме шпионажа и заговоре с целью захвата власти и др. 23 декабря 1953 года приговорён Военной коллегией Верховного суда СССР по ст. 58 УК РСФСР к высшей мере наказания — смертной казни и в тот же день расстрелян в 21 час 20 минут. Тело было кремировано в печи 1-го московского крематория, прах захоронен на Новом Донском кладбище.

## Биография
Сын повара. Грузин. Получил среднее образование в коммерческих училищах в Коканде (1911—1915) и Ташкенте (1915—1917). В 1917 году призван в армию, служил в 1-м Симбирском полку. спустя год вступил в Рабоче-крестьянскую Красную армию.

### В войскахВЧК-ГПУ-НКВД
С 1920 года работал в ревтрибунале Туркестанского фронта. Одновременно учился в вечерней средней школе в Ташкенте. В июне следующего года переведён в органы ВЧК начальником политсекретариата войск ВЧК Туркестана. В 1921—1922 годах — комиссар в войсках ВЧК и ГПУ. В 1922—1923 — уполномоченный по укреплению охраны границ на Украине. С 1923 служил в пограничных войсках на Кавказе, где познакомился с Л. П. Берией. В октябре 1928—1929 учился на Курсах усовершенствования высшего командного состава при Военной академии им. М. В. Фрунзе. С 1 июня 1930 — начальник политотдела, зам. начальника по политчасти, а с 1 июня 1933 — начальник управления погранохраны и войск ГПУ полпредства ОГПУ по ЗСФСР, с 13 июля 1934 — Управления пограничной и внутренней охраны НКВД ЗСФСР и Управления НКВД Грузии.
26 января—10 февраля 1934 года делегат XVII съезда ВКП(б) с решающим голосом.

### В Грузии и Ленинграде
С 11 ноября 1934 — нарком внутренних дел ЗСФСР и начальник Управления НКВД по Грузинской ССР.
Давлет Кандалия, шофёр-охранник Нестора Лакобы с 1933 года, был арестован после гибели последнего в конце 1936 года. Кандалия вспоминал: 

Первым меня Гоглидзе допрашивал, сколько раз я его пьяным домой отвозил, всунул (он мне) дуло (пистолета) в рот, передний зуб выбил и орёт: «Говори, с кем враг народа Лакоба встречался?» Я ему говорю: «Как ты можешь такое про Лакобу говорить, ты же с ним из одной тарелки ел. Ты сам знаешь, с кем он встречался…» Гоглидзе весь позеленел при упоминании про тарелку…— 
По воспоминаниям Кандалии, спустя десять лет его ещё раз доставили к Гоглидзе, где жестоко пытали с целью выбить признание по Лакобе, чего не добились.
25 ноября 1935 года в возрасте 34 лет стал самым молодым Комиссаром государственной безопасности 2-го ранга. С 1937 года депутат Верховного Совета СССР.
С 1 января 1937 — нарком внутренних дел Грузинской ССР. Пользовался доверием и был ближайшим помощником Берии, который неизменно оказывал ему покровительство. Руководил развёртыванием массовых репрессий в Грузии, в 1937—1938 годах был председателем тройки НКВД по Грузинской ССР.
14 ноября 1938 года назначен начальником Управления НКВД СССР по Ленинградской области. Очистил аппарат управления от ставленников Н. И. Ежова. Санкционировал арест поэтессы О. Ф. Берггольц.
С 1939 года кандидат в члены ЦК ВКП(б).

### Депортация из Бессарабии
С 28 апреля 1941 года Гоглидзе — уполномоченный ЦК ВКП(б) и СНК СССР по Молдавии, руководил высылкой «антисоветских элементов» из присоединённой к СССР Бессарабии. Гоглидзе попросил у Сталина разрешение на выселение около 5 тысяч «активных контрреволюционеров» с семьями — активистов буржуазных партий, помещиков, полицейских и жандармов, офицеров белой, царской и румынской армий, крупных торговцев, домовладельцев и примарей (волостных старшин). Депортация из Молдавии, Черновицкой и Измаильской областей УССР была проведена в ночь с 12 на 13 июня 1941 года. В Казахскую ССР, Коми АССР, Красноярский край, Омскую и Новосибирскую области было переселено более 30 тысяч человек. Применительно к Молдавии имеются более подробные данные. Там, в частности, к аресту и переселению было намечено 8-8,5 тыс. активных молдавских «контрреволюционеров»: 5 тысяч направлялись в Козельщанский лагерь и 3 тысяч в Путивльский. Членов же их семей (в количестве 33 тыс. чел.) ждало выселение, в основном, в Казахстан и Западную Сибирь: в Южноказахстанскую, Актюбинскую и Карагандинскую области направлялись 11 тыс. чел., в Новосибирскую область — 10 тыс. и в Кустанайскую, Кзыл-Ординскую и Омскую — ещё 6 тыс. чел. (в качестве 6-тысячного резерва определялась Кировская обл.).
С июля 1941 года начальник Управления НКВД (НКГБ, МГБ) Хабаровского края, с 7 мая 1943 уполномоченный МГБ СССР по Дальнему Востоку. В Хабаровске жил в особняке на углу ул. Шеронова и ул. К.Маркса. Часто появлялся на играх хабаровской футбольной команды «Динамо».

### В Москве
3 января 1951 года переведён в Москву и назначен начальником Главного управления охраны на железнодорожном и водном транспорте МГБ СССР. После того как B.C. Абакумов был в августе 1951 года заменён на посту министра государственной безопасности СССР партаппаратчиком С. Д. Игнатьевым, Гоглидзе был назначен первым заместителем министра. Замещал Игнатьева во время болезни и вёл практически всю переписку по «делу врачей».
10 ноября 1951 года переведён на пост министра государственной безопасности Узбекистана, но уже 13 февраля 1952 года вернулся в МГБ СССР заместителем министра, одновременно возглавив 3-е (военная контрразведка) управление МГБ СССР. 20 ноября 1952 года вновь стал первым заместителем министра.
Яков Этингер указывает, что с отстранением М. Д. Рюмина от работы в МГБ в ноябре 1952 года Гоглидзе был назначен куратором по «делу врачей».
После смерти Сталина и создания под руководством Берии единого МВД СССР Гоглидзе 5 марта 1953 года стал членом коллегии министерства и начальником 3-го управления (контрразведка в Советской армии и ВМФ).

### Арест, суд, казнь
Во время ареста Берии находился в командировке в ГДР, где был 3 июля 1953 года задержан и доставлен в Москву.
В. С. Семёнов рассказывает о его аресте, состоявшемся в Германии: «25 июня пришло указание — арестовать Гоглидзе и Кобулова и доставить в Москву. Я позвонил Гоглидзе и просил подъехать ко мне: „Есть важные дела“. Гоглидзе быстро явился. Когда он вошёл в кабинет, за ним последовали два офицера с револьверами на изготовке. Маршал Соколовский прочитал ему: „Согласно решению объявляю Вас арестованным“. Глаза у Гоглидзе забегали, когда его повели через комнату отдыха под сильной воинской охраной».
На Пленуме ЦК КПСС 2-7 июля 1953 года выведен из состава кандидатов в члены ЦК КПСС.
Специальным судебным присутствием Верховного суда СССР 23 декабря 1953 года вместе с Берией Л. П., Кобуловым Б. З., Меркуловым В. Н., Деканозовым В. Г., Влодзимирским Л. Е., Мешиком П. Я. приговорён к смертной казни (расстрелу) с конфискацией лично ему принадлежащего имущества, лишением воинских званий и наград.

## Семья
Отец — Арсен Гоглидзе (1878—1942); мать — Ольга Калмахелидзе (1882—1948). У Сергея Гоглидзе было два младших брата: Виктор (1905—1964), известный грузинский шахматист, и Владимир (1908—1942), погибший на войне.
Гоглидзе был женат два раза. Свою первую семью Гоглидзе оставил в 1934 году, после чего, как пишет Александр Шлаен никаких контактов с ней не поддерживал и за прошедшие до своей смерти годы ни разу не видел. Однако в 1954 году его сына — Владимира Гоглидзе — разыскали, арестовали и выслали в Казахстан. По словам сына Виктора Гоглидзе, Владимир Гоглидзе погиб в 1972 году в Батуми.
Также в Казахскую ССР на спецпоселение была выслана вторая жена Гоглидзе — Евлалия Фёдоровна. 
В 1984 году Евлалия Фёдоровна Гоглидзе и дочь Галина (по другим данным — падчерица) были убиты в своём доме в Малаховке с целью ограбления.

## Награды
- Два ордена Ленина (22.07.1937, 21.02.1945)
- Четыре ордена Красного Знамени (14.02.1936, 26.04.1940, 3.11.1944, 19**)
- Орден Кутузова II степени (8.03.1944)
- Орден Красной Звезды (20.09.1943)
- Орден Трудового Красного Знамени (30.10.1942)
- Орден Трудового Красного Знамени ЗСФСР (7.03.1932)
- Медаль «XX лет Рабоче-Крестьянской Красной Армии»
- Нагрудный знак «Почётный сотрудник ВЧК-ОГПУ» (1932)

В соответствии с приговором суда лишён всех государственных наград и воинского звания.